# Lupinus huachucanus
Lupinus huachucanus är en ärtväxtart som beskrevs av Marcus Eugene Jones. Lupinus huachucanus ingår i släktet lupiner, och familjen ärtväxter. Inga underarter finns listade i Catalogue of Life.